# Spix-bárdmakréla
A Spix-bárdmakréla (Selene spixii) a sugarasúszójú halak (Actinopterygii) osztályának sügéralakúak (Perciformes) rendjébe, ezen belül a tüskésmakréla-félék (Carangidae) családjába tartozó faj.

## Előfordulása
A Spix-bárdmakréla elterjedési területe az Atlanti-óceán nyugati részén van, Mexikó és a brazíliai Espírito Santo szövetségi állam között.

## Életmódja
Trópusi, tengeri, fenéklakó halfaj.